# فرودگاه آرکتا–یورکا
فرودگاه آرکتا-یورکا (به انگلیسی: Arcata-Eureka Airport) یک فرودگاه همگانی با کد یاتا ACV است که یک باند فرود آسفالت دارد و طول باند آن ۱۳۷۱ متر است. این فرودگاه در کشور ایالات متحده آمریکا قرار دارد و در ارتفاع ۶۷ متری از سطح دریا واقع شده‌است.